# Listy krytyczne o różnych literatury rodzajach i dziełach
Listy krytyczne o różnych literatury rodzajach i dziełach – zbiór trzech artykułów krytycznoliterackich różnych autorów, opublikowany jako dodatek do komedii Adama Kazimierza Czartoryskiego pt. Kawa w 1779 roku. Listy... były pomyślane jako zapowiedź nowego  periodyku literackiego, jednak inicjatywa ta nigdy nie została zrealizowana.
Artykuły zawarte w zbiorze:
- Adam Kazimierz Czartoryski List o dramatyce
- Józef Szymanowski Listy o guście, czyli smaku
- Michał Jerzy Mniszech Myśli o geniuszu (przedruk z "Zabaw Przyjemnych i Pożytecznych")